# Novomîkolaiivka, Novoarhanhelsk
Novomîkolaiivka (în ucraineană Новомиколаївка) este un sat în comuna Skalivski Hutorî din raionul Novoarhanhelsk, regiunea Kirovohrad, Ucraina.